# Jošisada Nitta
Jošisada Nitta (japonsky 新田 義貞, Nitta Jošisada; 1301–1338) byl samurajský velitel, který si za válek Nambokučó získal jméno jako císařský loajalista.

## Život
Sloužil nejprve v armádě bakufu a bojoval proti Masašigemu Kusunokimu. Pak však přešel na stranu protivníka. Prvním jeho cílem po tomto přestupu se v roce 1333 stalo hlavní město bakufu Kamakura, dobývání však vyžadovalo naprosto jiný způsob boje, než tomu bylo u lesních soubojů v Čihaji. Kamakura byla totiž ze tří stran chráněna horami a na čtvrté straně mořem. Jošisada Nitta rozdělil své jednotky na tři části a rozkázal jim zaútočit ze severu, východu a západu. Navzdory urputnému boji však neprolomili loajalisté soupeřovu obranu ani po mnoha hodinách. Nedařilo se jim především na západní straně, kde byl průsmyk Gokurakudži odhodlaně bráněn bojovníky za řadami masivních dřevěných štítů. Nitta Jošisada se proto přišel osobně podívat blíže, a dovtípil se, že by bylo možné se boji v Gokurakudži zcela vyhnout, kdyby se mu podařilo obejít mys v místě, kde vybíhá do moře ostroh Inamuragasaki. Při odlivu tam sice vznikala úzká pláž, avšak průliv byl v těchto místech vysoký, a příslušníci klanu Hódžó navíc z opatrnosti umístili nedaleko břehu několik lodí, aby z nich lukostřelci mohli krýt přívalem šípů boční útok. A právě tehdy vznikla známá legenda o bitvě u Kamakury, kterou popisuje kronika Taiheiki (太平記). Podle ní Nitta Jošisada vhodil do moře svůj meč jako obětinu mořskému bohu Ryūjinovi, načež se vody rozestoupily a nechaly jeho armádu projít.
Jakmile oddíly Jošisady Nitty vstoupily do města, změnila se bitva mezi hořícími domy v boj muže proti muži. Jednotky klanu Hódžó váhaly, zda bránit průsmyky, nebo se postavit na odpor bočnímu útoku. Když už se boj zdál být ztracen, rozhodli se členové rodu Hódžó a jejich nejbližší vazalové zemřít jako opravdoví samurajové – všichni spáchali hromadnou sebevraždu. Dobytí Kamakury bylo rozhodně největším triumfem Nitty Jošisady.
Jošisada Nitta zůstal císaři věrný, i když se proti Go-Daigovi vzbouřil Takaudži Ašikaga. Porazil Takaudžiho u Jahagigawy i v provincii Suruga, ale sám pak utrpěl porážku u Hakone. Poté donutil Takaudžiho uprchnout na Kjúšú. Posledním Jošisadovým válečným tažením na Go-Daigův rozkaz byl pokus o dobytí pevnosti Fudžišimy, kterou sice chránily obyčejné hradby z kůlů, avšak bránila ji mnišská vojska. Jošisadu rozhodný odpor fudžišimských mnichů zaskočil. Pochopil, že mají-li jeho muži prolomit obranu, musí se jim sám postavit do čela. Svou armádu vedl Jošisada rýžovými poli, kde nepřátelští pěšáci vztyčili dřevěné štíty a začali po něm vystřelovat stovky šípů. Jošisadovi bojovníci se snažili kolem svého velitele vytvořit hradbu z vlastních těl, aby ho ochránili, jeden po druhém však byli zabiti. Jeden ze šípů pak pronikl Jošisadovou helmou a zabodl se mu do čela. Jošisada, ještě při vědomí, nakonec spáchal sebevraždu, ale nikoli způsobem seppuku. Na to neměl dostatek času, navíc v sedle koně by si ani nedokázal rozpárat břicho. Vypráví se, že místo toho si sám usekl hlavu. Ta se skutálela do rýžového pole a jeho tělo sklouzlo za ní. Byť tento příběh vypadá jako přitažený za vlasy – v zápalu boje, se samurajským mečem legendární ostrosti a u člověka Jošisadova fanatismu, který se ocitl v úzkých – se může jednat o událost naprosto věrohodnou.
Jošisada Nitta je pro svou věrnost císaři uctíván hned po Masašigovi Kusunokim, ale svými velitelskými schopnostmi se mu rozhodně nevyrovnal. Přesto byl nepochybně velký válečník, i když už nikdy nedosáhl takového úspěchu, jakým bylo vítězství u Kamakury.